# Aréna (Star Trek)

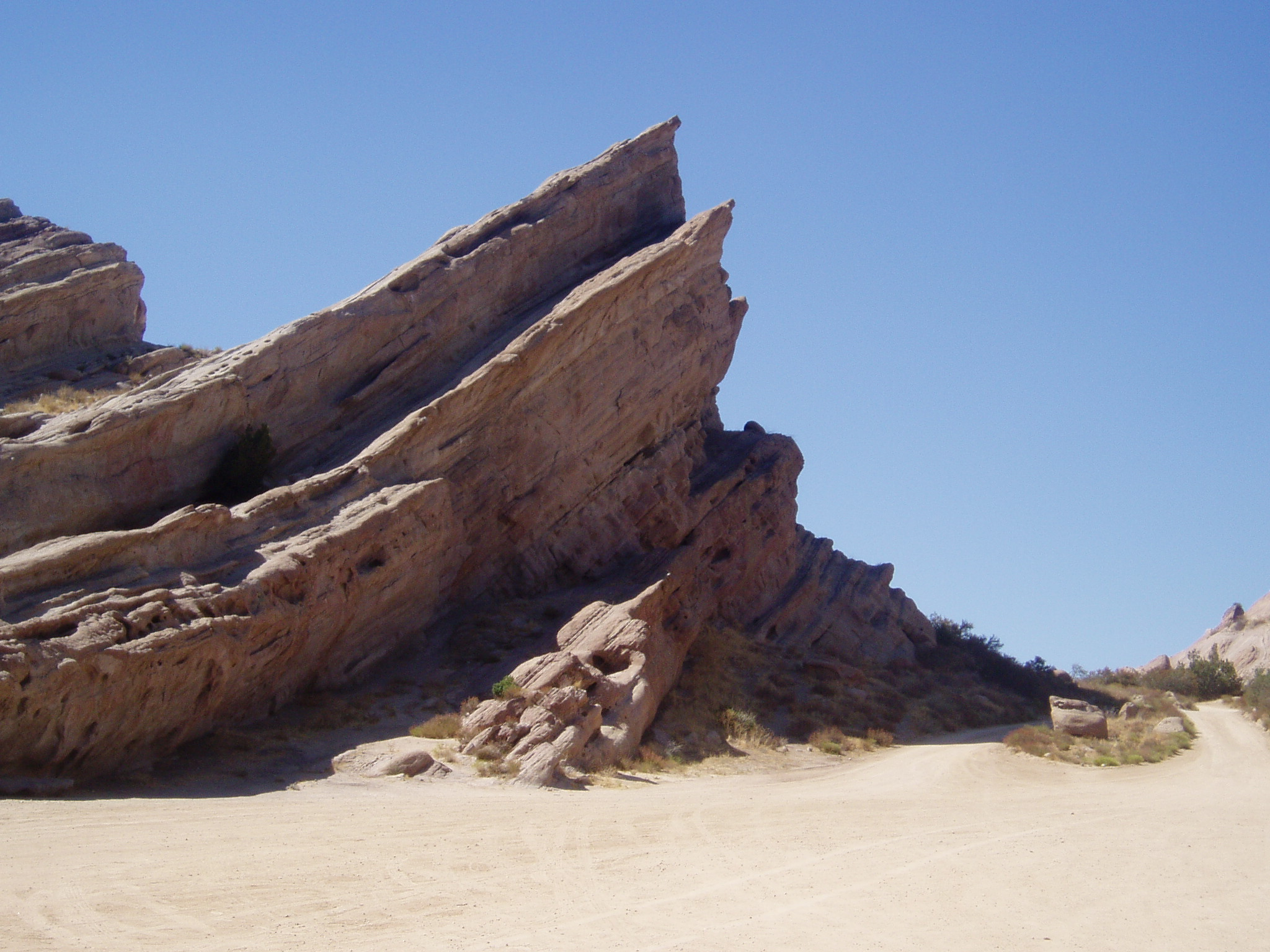
Scéna kde se odehrával souboj Kirka s Gornem

Aréna (v anglickém originále Arena) je osmnáctý díl první řady seriálu Star Trek. Premiéra epizody proběhla 19. ledna 1967. Děj vychází ze stejnojmenné povídky Fredrika Browna z roku 1944.
Zajímavostí je, že souboj mezi kapitánem Kirkem a gornským kapitánem, připomínajícího ještěra, byl vyhlášen za nejhorší bojovou scénu všech dob. Poprvé se v seriálu objevuje tato chladnokrevná rasa. Gornové se pak vyskytují ještě např. v animovaném seriálu Star Trek v epizodě Zajatci času, ale také v několika komiksech nebo videohrách.

## Příběh
Hvězdného data 3045.6 kosmická loď USS Enterprise (NCC-1701) vedená kapitánem Jamesem Tiberiem Kirkem doráží na základnu Cestus III, kam je pozván komodorem Travesem, známým svou pohostinností. Když se výsadek včetně kapitána Kirka a prvního důstojníka Spocka transportuje na povrch planety zjišťuje, že základna je zničená a v okolí se nachází živé, avšak chladnokrevné bytosti. Výsadek je vystaven dělostřeleckému útoku. Vedoucí důstojník Sulu musí zároveň čelit útoku cizího plavidla na oběžné dráze planety.
Když se útočníky daří odrazit, Kirk a Spock se transportují zpět, pronásledují cizí loď a snaží se získat informace z jednoho z přeživších. Kirk se domnívá, že jde o přípravu pro invazi a je tedy nutné průzkumnou loď zničit, aby cizí rasa neměla jistotu vojenské síly Spojené federace planet. Pro dostihnutí lodi kapitán Kirk riskuje a nařizuje překročení maximální bezpečné warp rychlosti. Nedbá ani Spockových rad ponechat nepřátele svému osudu, ani Scottyho varování, že to Enterprise nemusí vydržet. Když se začínají přibližovat, Uhura zachytává cizí skenování lodi, které klasifikuje jako ne-nepřátelské. Další záhadou je, že cizí loď najednou zastavuje. Kapitán Kirk nechává vyhlásit pohotovost a celá posádka se připravuje na boj. Když se Enterprise přiblíží, je násilně zastavena neznámou silou. Obě lodě v tu chvíli bezmocně stojí ve vesmíru. Záhy se na obrazovce objevuje komunikace a neznámý hlas se představuje jako Metronové. Upozorňuje, že Enterprise, spolu s lodí, jejíž osádku označují jako Gorny, vstoupila do jejich území s nepřátelskými úmysly a proto budou kapitáni obou lodí poslány na planetu s vhodnou atmosférou, aby zde sami vyřešili svůj spor. Poražený, pak bude zničen i se svou lodí.
Kirk se proti své vůli objevuje na asteroidu spolu s gornským kapitánem, který vypadá jako plaz. Jeho protivník je velmi pomalý a neohrabaný, ale také nadmíru silný a odolný. Kirkovi je po chvilce zřejmé, že holýma rukama tohoto soupeře neporazí a utíká do skalisek. Postupně nahrává svůj provizorní deník, který ovšem poslouchá i kapitán Gornské lodi. Kirk byl od Metronů upozorněn, že na planetě se nachází surovina s jejíž pomocí lze vyrobit zbraň, ale nic takového nenachází. Zatímco se Gorn snaží si vyrobit ostrou zbraň ze všudypřítomných diamantů, Kirk na něj shodí obrovský balvan, ale ani takový úder nepřítele nezabije. Kapitán je nucen znovu utíkat, ale je zavalen kamením, které na něj přichystal jeho nepřítel. Enterprise spolu s gornskou lodí bezmocně stojí ve vesmíru. Spock s Dr. McCoyem zkouší kontaktovat Metrony. Ti pouze posádce umožní sledovat dění na asteroidu. Zraněnému Kirkovi se daří uniknout Gornovi. Objevuje velké ložisko síry a posléze i dusičnanu draselného. Je mu zřejmé, že tyto látky spolu s diamanty mohou něco utvořit, ale nedokáže si vzpomenout. Gorn nečekaně kontaktuje Kirka za účelem, aby svůj boj vzdal a neutíkal před ním. Když mu kapitán odvětí, že neumí být milosrdný a předvedl to na základně Cestus III, Gorn se hájí tím, že šlo o jejich prostor, kde Federace postavila svou základnu. Můstek Enterprise zatím sleduje, kterak jejich kapitán objevuje dutý kmen bambusu, liánu a poté dutý kmen láduje dusičnanem, sírou, diamanty a nakonec i uhlím, jehož ložisko je nedaleko. Spock objasňuje McCoyovi, že se snaží vyrobit starodávný vynález zvaný střelný prach a diamanty poslouží jako dokonalé projektily v dutém kmenu, který zpěvní liánou. Svým provizorním dělem poráží nepřítele, ale odmítá jej poté zabít, protože věří, že Gornové třeba brali jejich útok jako obranu svého území. Gorn mizí a objevuje se jeden z Metronů, který považuje Kirkův akt za naději na vyšší úroveň civilizovanosti a vrací kapitána na Enterprise.
Enterprise odlétá, ale pan Sulu hlásí, že najednou se nachází na úplně jiném místě galaxie. Kirk to přechází s hláškou, aby prostě nabral kurz na Cestus III, kde doufá bude moci s Gorny jednat o míru.